# Salote Tupou III
Sālote Mafileʻo Pilolevu Tupou III (ur. 13 marca 1900 na Tonga, zm. 16 grudnia 1965 w Auckland) – królowa Tonga. Zasiadała na tronie od 5 kwietnia 1918 aż do śmierci.
Zasłynęła w trakcie koronacji królowej brytyjskiej Elżbiety II, gdy chcąc oddać jej hołd, przejechała niezadaszoną karetą przez miasto mimo rzęsistego deszczu.
Objęła patronatem Czerwony Krzyż na Tonga. Zmarła w Auckland po długiej chorobie.

## Odznaczenia[1]
- Order Korony Tonga
- Honorowa Dama Komandor Orderu Imperium Brytyjskiego (Wielka Brytania, 1932)
- Dama Orderu Szpitala Św. Jana Jerozolimskiego (Wielka Brytania, 1942)
- Honorowa Dama Krzyża Wielkiego Orderu Imperium Brytyjskiego (Wielka Brytania, 1945)
- Honorowa Dama Krzyża Wielkiego Królewskiego Orderu Wiktoriańskiego (Wielka Brytania, 1953)
- Medal Koronacji Elżbiety II (Wielka Brytania, 1953)
- Honorowa Dama Krzyża Wielkiego Orderu św. Michała i św. Jerzego (Wielka Brytania, 1965)